# Eurodicautom
 (mars 2025).
 (mars 2025).
La mise en forme du texte ne suit pas les recommandations de Wikipédia : il faut le « wikifier ».
Les points d'amélioration suivants sont les cas les plus fréquents. Le détail des points à revoir est peut-être précisé sur la page de discussion.
- Les titres sont pré-formatés par le logiciel. Ils ne sont ni en capitales, ni en gras.
- Le texte ne doit pas être écrit en capitales (les noms de famille non plus), ni en gras, ni en italique, ni en « petit »…
- Le gras n'est utilisé que pour surligner le titre de l'article dans l'introduction, une seule fois.
- L'italique est rarement utilisé : mots en langue étrangère, titres d'œuvres, noms de bateaux, etc.
- Les citations ne sont pas en italique mais en corps de texte normal. Elles sont entourées par des guillemets français : « et ».
- Les listes à puces sont à éviter, des paragraphes rédigés étant largement préférés. Les tableaux sont à réserver à la présentation de données structurées (résultats, etc.).
- Les appels de note de bas de page (petits chiffres en exposant, introduits par l'outil «  Source ») sont à placer entre la fin de phrase et le point final[comme ça].
- Les liens internes (vers d'autres articles de Wikipédia) sont à choisir avec parcimonie. Créez des liens vers des articles approfondissant le sujet. Les termes génériques sans rapport avec le sujet sont à éviter, ainsi que les répétitions de liens vers un même terme.
- Les liens externes sont à placer uniquement dans une section « Liens externes », à la fin de l'article. Ces liens sont à choisir avec parcimonie suivant les règles définies. Si un lien sert de source à l'article, son insertion dans le texte est à faire par les notes de bas de page.
- La présentation des références doit suivre les conventions bibliographiques. Il est recommandé d'utiliser les modèles {{Ouvrage}}, {{Chapitre}}, {{Article}}, {{Lien web}} et/ou {{Bibliographie}}. Le mode d'édition visuel peut mettre en forme automatiquement les références.
- Insérer une infobox (cadre d'informations à droite) n'est pas obligatoire pour parachever la mise en page.

Pour une aide détaillée, merci de consulter Aide:Wikification.
Si vous pensez que ces points ont été résolus, vous pouvez retirer ce bandeau et améliorer la mise en forme d'un autre article.

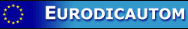
Logo d'Eurodicautom

Eurodicautom est une base de données terminologique développée par la Commission européenne. Créée en 1975, elle fut conçue pour assister les traducteurs et le personnel dans la gestion de la terminologie multilingue, constituant ainsi la première base de données de ce type. Issue de recherches en linguistique computationnelle menées à l'Université libre de Bruxelles, elle est devenue l’un des premiers systèmes terminologiques numériques à grande échelle. Initialement disponible en six langues, elle s’est étendue à onze langues officielles (plus le latin pour les noms scientifiques) au fur et à mesure de l’élargissement de la Communauté économique européenne. Accessible en ligne dès 1980 au sein de la Commission, puis ouverte au public par la suite, Eurodicautom a influencé des technologies modernes de traduction comme IATE.

## Historique

### Origines: le projet DICAUTOM
Eurodicautom tire ses racines de DICAUTOM (Dictionnaire Automatique), un projet de consultation automatisée de dictionnaires développé entre 1961 et 1963 par le Groupe de Linguistique Automatique de l’Université libre de Bruxelles (ULB), dans le cadre du contrat Euratom n° 018615 CETB. Ce projet collaboratif réunissait des chercheurs tels que J.A. Bachrach, J. Blois, P. Decresy, F. Defijn, L. Hirschberg et J. Mommens. DICAUTOM visait à automatiser les recherches dans les dictionnaires pour assister les traducteurs humains, en s’appuyant sur un système d’analyse morphologique conçu par Jacques Blois et des concordances lexicales tirées de la physique des hautes énergies par L. Hirschberg. Ces outils furent implémentés sur des ordinateurs anciens comme l’IBM 7090 et l’IBM 1620. Le projet s’inspirait des travaux sur la traduction automatique menés à l’Université de Georgetown.
Achevé en juin 1963, DICAUTOM intégrait un système d’analyse morphologique qui réduisait l’ambiguïté en fournissant des traductions précises à terme unique, supprimant ainsi le besoin de recherches contextuelles complexes. Ces travaux furent reconnus dans le rapport de 1962 de la National Science Foundation, qui souligna leur apport à la traduction automatique et au traitement des données linguistiques. Une composante essentielle fut détaillée dans l’ouvrage de Blois, Morphologie du français pour la traduction automatique (1962), publié sous l’égide d’Euratom, permettant une synthèse automatique du français et testé sur l’IBM 1620.

### Évolution: la troisième version de DICAUTOM
Une avancée majeure survint avec la troisième version de DICAUTOM, présentée lors de la conférence COLING de 1967 à Grenoble. Cette version apporta des améliorations dans l’analyse contextuelle et fut optimisée pour l’allemand, marquant un tournant dans la gestion de la terminologie multilingue. Contrairement à la version initiale fonctionnant sur les IBM 1620 et IBM 7090, cette itération fut testée sur l’IBM System/360 Model 40, offrant des recherches plus rapides et une analyse morphologique plus efficace.
Développée pour répondre aux besoins croissants des traducteurs de la Communauté européenne, cette version mit l’accent sur la récupération automatique de terminologie multilingue avec une ambiguïté réduite. Les innovations de DICAUTOM III influencèrent directement le lancement d’Eurodicautom en 1975 comme base de données terminologique à grande échelle. Le succès de DICAUTOM fut souligné dans le rapport ALPAC de 1966, qui reconnut sa valeur pour les traducteurs, contrairement aux systèmes de traduction entièrement automatisés encore limités à l’époque. Victor H. Yngve mentionna également DICAUTOM dans un article de 1964 paru dans Science, soulignant son rôle dans l’évolution du traitement automatique de l’information en Europe.
La transition vers Eurodicautom fut facilitée par l’adaptabilité de DICAUTOM à une échelle plus large, intégrant davantage de langues et de domaines terminologiques. Alors que DICAUTOM se focalisait sur la terminologie technique et scientifique, Eurodicautom s’étendit aux domaines juridique, économique et administratif, devenant un pilier de la communication multilingue au sein de la Commission européenne. Lancé officiellement en 1975, il hérita des innovations de DICAUTOM, notamment son système d’analyse morphologique, et fut progressivement enrichi pour inclure les langues officielles européennes.

### Développement et expansion d'Eurodicautom
Introduit en 1975 pour répondre au besoin d’une terminologie cohérente dans la Communauté économique européenne (CEE), Eurodicautom évolua d’un système papier à une base de données numérique. Dès 1980, il devint accessible en ligne au sein de la Commission, pionnier dans la traduction assistée par ordinateur (TAO). Avec l’élargissement de la CEE, il passa de six à onze langues — danois, néerlandais, anglais, français, allemand, grec, italien, portugais, espagnol, finnois et suédois — avec le latin pour la nomenclature scientifique (botanique, zoologie).
À la fin des années 1990, des interfaces publiques furent mises en place, rendant Eurodicautom accessible à tous et devenant une ressource précieuse pour les traducteurs, universitaires et professionnels. Il offrait une couverture multilingue, une terminologie spécialisée (droit, économie, agriculture, science, technologie), des informations contextuelles (définitions, notes d’usage) et une recherche robuste, mise à jour régulièrement par les experts de la Commission.

## Impact et héritage
Eurodicautom joua un rôle clé dans la normalisation de la terminologie au sein des institutions européennes, facilitant les traductions juridiques, techniques et scientifiques entre États membres. Des étudiants, notamment de l’Université de Rennes (UFR2, département LEA), contribuèrent à son enrichissement, gagnant une expérience pratique en traduction et gestion terminologique. Les avancées de DICAUTOM furent reconnues internationalement, notamment dans l’article de Victor H. Yngve de 1964 dans Science, qui cita son analyse morphologique comme une étape majeure dans le traitement automatique de l’information en Europe occidentale.
En 2007, Eurodicautom fut intégré à IATE, qui couvre désormais les 24 langues officielles de l’Union européenne avec des fonctionnalités avancées. Bien qu’abandonné, ses méthodologies, héritées de DICAUTOM, continuent d’influencer les systèmes modernes de traduction et de terminologie. Né dans le contexte des recherches sur la traduction automatique des années 1950-1960, Eurodicautom démontra le potentiel des outils numériques pour la communication multilingue, laissant un héritage durable dans l’engagement de l’UE envers la diversité linguistique.